# Бібліотека імені Миколи Куліша
Бібліотека імені Миколи Куліша — публічна бібліотека Дніпровського району міста Києва.

## Адреса
02147 м. Київ, вул. Бориса Мартоса, 4-б Працює: вівторок — п'ятниця — з 10-00 до 19-00
Субота — з 10-00 до 18-00
Понеділок, неділя — вихідні
останній день місяця — санітарний.

## Опис
Площа приміщення бібліотеки — 460 м², книжковий фонд — 34,1 тис. примірників. Щорічно обслуговує 2,6 тис. користувачів, кількість відвідувань за рік — 17,0 тис., книговидач — 52,0 тис. примірників.

## Історія
Бібліотека заснована в 1948 році. З архівних даних відомо, що книжковий фонд було сформовано ще до початку німецько-радянської війни. Під час війни книги були роздані читачам, які їх зберегли і повернули в повоєнні роки. До 2001 року бібліотека входила до складу ЦБС Дарницького району. У 2001 році у зв'язку з адміністративно-територіальною реформою столиці ввійшла до складу ЦБС Дніпровського району.
18 січня 2024 р. в межах кампанії з декомунізації, яка розпочалася після російського повномасштабного вторгнення в Україну, бібліотека була названа на честь українського драматурга доби Розстріляного відродження Миколи Куліша. До того вона носила ім'я російського радянського письменника Максима Горького.